# Mimmo Pucciarelli
Domenico Pucciarelli dit Mimmo Pucciarelli, né à Caggiano (Salerne, Italie) le 14 mai 1954, est un anarchiste, écrivain et éditeur italien, installé en France à Lyon, dans quartier de La Croix-Rousse.

## Biographie

### Jeunesse et formation
Mimmo Pucciarelli  naît à Caggiano (Salerne) le 14 mai 1954, de père socialiste et de mère catholique. En 1975, il quitte l'Italie, à la suite de son insoumission, et s'installe à Lyon.   Il est diplômé en 1998 d'un doctorat de sociologie à Grenoble sous la direction d’Alain Pessin.

### Militantisme
Il participe en particulier à Lyon à la création d'une première librairie libertaire (Vivre en 1976), et à la rédaction d’IRL (Information et réflexions libertaires) de 1975 à 1990.
Il fait partie des fondateurs de l'Atelier de création libertaire et il organise plusieurs colloques internationaux où se croisent des contributions scientifiques et militantes, dont les actes sont publiés par l’ACL, et notamment La culture libertaire, Grenoble 1996, L’anarchisme a-t-il un avenir ?, Toulouse 1999, Lyon et l’Esprit proudhonien, Lyon 2002, La philosophie de l’anarchie, Lyon 2011.
En 2012, il organise une exposition retraçant 50 ans de la presse alternative à Lyon.

### Vie privée
Jusqu’en 1987, il partage sa vie avec Gemma Elvira Failla, fille d’Alfonso Failla, un militant important de la Fédération anarchiste italienne, militante elle-même au sein du mouvement anarchiste, d’abord à Carrare puis à Lyon.

## Ouvrages
- Alain Pessin, Mimmo Pucciarelli, La culture libertaire, 1997[4].
- Mimmo Pucciarelli, L'imaginaire des libertaires aujourd'hui, préf. d'Alain Pessin, 1999[5].
- Alain Pessin, Mimmo Pucciarelli, Les incendiaires de l’imaginaire - actes du colloque international Grenoble 1998, 2000[6].
- Mimmo Pucciarelli, Claire l'enragée. Entretien avec Claire Auzias, Lyon, Atelier de création libertaire, 2006.
- Jean-Christophe Angaut, Daniel Colson et Mimmo Pucciarelli, Philosophie de l'anarchie, théories libertaires pratiques quotidiennes et ontologie, Atelier de création libertaire, 2012.